# Driftskompatibilitetsdirektivet
EU:s driftskompatibilitetsdirektiv har getts ut för att likrikta och standardisera det europeiska järnvägsnätet bland annat i syfte att underlätta handel och transporter. Innan dess hade alla länder sina egna sätt att granska och godkänna järnvägsfordon och infrastruktur. Direktiven säger att järnvägsfordon och järnvägar ska uppfylla väsentliga krav på bl.a. säkerhet och driftskompatibilitet. 
| Period (år) | Godkännandeprocess och resulterande situation | Direktiv |
| ----------- | --- | -------- |
| 1830 - 1996 | 28 st. nationella tekniska standarder. Nationella fordon. Lokbyte vid gränsstationer. |          |
| 2002 - 2016 | EU utvecklar tekniska specifikationer för driftskompatibilitet (TSD) och EN-standarder som komplement till nationella krav. 28 processer för godkännande. Transportstyrelsen godkänner fordonstypen för Sverige och registrerar enskilda fordon. | 2008/57  |
| 2019 -      | EU utvecklar en gemensam process för godkännande TSD och EN-standarder som ska följas förutom ett begränsat antal nationella krav. 1 process för godkännande för hela EU + NO & CH.                                                              | 2016/797 |

## Godkännande enligt EU direktiv 2016/797
- Nya, ombyggda och importerade järnvägsfordon ska uppfylla krav enligt direktivet och relevanta specifikationer
- Anmälda organ (NoBo) granskar fordonet mot relevanta specifikationer
- Tillverkare/sökande anger ”area of use”, om Sverige ingår ska man dessutom granska fordonet mot några få nationella tekniska regler
- Anmälda organ (NoBo) ska ta fram teknisk fil och TSD-intyg för fordonet
- Sökande ska lämna försäkran om överensstämmelse
- EUAR godkänner fordonstypen för EU+:s marknad
- Vi registrerar varje enskilt fordon i ett nationellt register
- Operatören kontrollerar ruttkompatibiliteten, fordon-infrastruktur